# Polymixia nobilis
Polymixia nobilis és una espècie de peix teleosti de l'ordre dels polimixiformes, distribuïda per àmplies zones de l'oceà Atlàntic i oest de l'oceà Índic, així com la mar Roja i el mar Carib.